# 盛思明
盛思明（？年—？年），南直隸丹徒縣人，明朝政治人物。
洪武十七年，鄉試中舉。洪武十八年，中式乙丑科进士。官按察使佥事。